# Eleonore Kinsky
Eleonore Marie-Louise Kinská též Eleonore Marie-Louise Kinský (13. května 1991, Paříž) je česko-německá-francouzská hudebnice, muzikoložka, hudební manžerka a kurátorka sbírek. Pochází z českého šlechtického rodu Kinských z Vchynic a Tetova, v současné době žije a působí v Praze.

## Život
Eleonore Kinsky se narodila v Paříži jako dcera českého bankéře Jana Ferdinanda Kinského a jeho manželky, Esperance Anny, princezny z Reuss-Köstritz.
Vyrůstala v Praze a po studiích na Francouzském lyceu v Praze a poté muzikologie v Německu, na heidelberské Ruprechto-Karlově univerzitě, na Humboldtově univerzitě v Berlíně a ve Spojeném království na londýnské King's College, nastoupila v roce 2018 do knížecí nadace Lobkowiczké sbírky/House of Lobkowicz. Působíl jako kurátorka hudební sbírky Rodného domu Antonína Dvořáka.